# Georges Lefranc
Pour les personnes ayant le même patronyme, voir Lefranc.
Georges Lefranc, né le 28 octobre 1904 au Mesnil-Rouxelin (Manche) et mort le 30 avril 1985 à La Verrière (Yvelines), est un historien français du XXe siècle.
Auteur de nombreux ouvrages, il était devenu un spécialiste apprécié du socialisme et du syndicalisme, deux thèmes qu'il connaissait pour les avoir expérimentés en tant que militant.

## Biographie

### Cursus universitaire
Issu d'une famille d'enseignants, il passe avec succès le concours d'entrée à l'École normale supérieure (ENS) en 1924. Il est classé en deuxième position d'une promotion qui comprenait Raymond Aron, Jean-Paul Sartre, etc. Il en sort en 1928, agrégé d'histoire. En 1929, il part à Genève pour enseigner à l'École internationale. De retour en France en 1931, Lefranc devient professeur d'histoire-géographie dans divers lycées de province puis à Paris. Il est admis à la retraite en 1970. Toutefois, ce cursus possède une béance entre 1944 et 1951. Il fut en effet exclu de l'enseignement pour avoir participé à des organes de presse de la collaboration, en particulier au journal L'Œuvre. C'est à partir de 1946, d'abord sous un pseudonyme, puis sous son nom, qu'il commence une carrière parallèle d'historien, dont les travaux sont nourris par ses recherches documentaires et par sa propre expérience de militant socialiste et syndical.

### Socialisme et syndicalisme
Dès son entrée à l'ENS, il organise un cercle d'étudiants socialistes, très influent parmi les étudiants selon le témoignage de Jean Bruhat ; il devient en 1927, élargi à Paris, le Groupe d'études socialistes. Ce groupe d'études est à la source d'un courant au sein du parti socialiste SFIO, qui préconise le planisme. En effet, Henri de Man, principal concepteur du planisme, a profondément inspiré Georges Lefranc et le courant de militants de la SFIO qu'il a animé : Révolution constructive (et dont fera partie le jeune Claude Lévi-Strauss). Ce courant, constitué principalement de militants trentenaires et de jeunes socialistes, sera combattu avec succès et marginalisé au sein de la SFIO par Léon Blum. D'où l'amertume de Georges Lefranc qui, dans le contexte de déliquescence du parlementarisme de la Troisième république et de la montée des régimes autoritaires à la fin des années trente, finira par ne plus croire au cadre politique de la démocratie parlementaire pour permettre de conduire une transformation de la société vers le socialisme et se ralliera à une conception politique, économique et sociale plus autoritaire, où le principe d'autorité en politique , le dirigisme en économie et les élites sociales devront jouer un rôle moteur, compte tenu également de la faible conscience, selon lui, de la classe ouvrière pour laquelle il consacrait pourtant toutes ses énergies d'éducateur. Il confiera toutes ses désillusions dans un article de la revue Esprit (N° 92) en juin 1940, intitulé : " Bilan de notre socialisme".
Si Georges Lefranc a continué de militer à la SFIO à sa sortie de l'ENS, c'est  cependant sur un terrain syndical peu défriché avant lui qu'il s'impliquera le plus fortement. Adhérent à la fédération CGT de l'enseignement, il participe à l'essor de l'Institut supérieur ouvrier, puis à la création du Centre confédéral d'éducation ouvrière, à partir de 1933. Il en est le premier directeur permanent, jusqu'en 1936. Violemment anticommuniste, il se rallie au sein de la CGT à l'équipe constituée autour de René Belin et de son journal Syndicats. En septembre 1938, il figure parmi les signataires d'une pétition lancée par Delmas, chef de file du courant pacifiste de la centrale syndicale et titrée Nous ne voulons pas de guerre. Couverte en peu de jours de 150 000 signatures, elle participe de l'état de l'opinion française au moment des accords de Munich.

### Durant l'Occupation (1940-1944)
Durant la Seconde Guerre mondiale, il fut proche de René Belin, ministre du travail et de la production industrielle du gouvernement de Vichy du 14 juillet 1940 au 18 avril 1942, qui cosigna le statut des juifs en octobre 1940. Il approuve la Charte du travail du 4 octobre 1941 et la dissolution des syndicats. Il travailla avec Ludovic Zoretti (un des membres de la direction du Rassemblement national populaire, parti collaborationniste français fondé par Marcel Déat).
Arrêté le 20 août 1944, il est condamné à cinq ans d’indignité nationale par la Chambre civique le 9 décembre 1946 et révoqué de l’enseignement le 5 février 1947. Il est gracié par le président de la République Vincent Auriol en 1948 et retrouve l'enseignement en 1951.
La documentation qui appuie ses travaux sur le Front populaire, le travail ou encore le syndicalisme, et la connaissance que Lefranc avait de ces sujets, font encore de ses ouvrages des travaux de référence.

## Publications
- Le rôle de l’État dans la construction des premiers chemins de fer (1823-1842), Diplôme d'études supérieures, Paris, ENS, 1926.
- Le Mouvement socialiste sous la Troisième République, 1875-1940, Paris, Payot, coll. « Bibliothèque historique », 1963, 445 p. (présentation en ligne)Nouvelle édition revue et augmentée : Le Mouvement socialiste sous la Troisième République, vol. 1 et 2, Paris, Payot, coll. « Petite bibliothèque Payot » (no 307-308), 1977, 479 p. (ISBN 2-228-33070-1, présentation en ligne).
- Le mouvement syndical en France sous la troisième république, Paris, Payot, 1968, 454 p.
- Le mouvement syndical, de la Libération aux événements de mai-juin, Paris, Payot, 1969, 312 p.
- Histoire du Front populaire, Paris, Payot, 1965.
- Juin 36, l'explosion sociale du Front populaire, Paris, Julliard, coll. « Archives », 1966.
- Le syndicalisme en France, Paris, Presses universitaires de France, coll. « Que sais-je ?» 1966.
- Le syndicalisme dans le monde, Paris, PUF, coll. « Que sais-je ?», 1966.
- Jaurés et le socialisme des intellectuels, Paris, Aubier, 1968.
- Essais sur les problèmes socialistes et syndicaux, Paris, Payot, 1970.
- Grèves d'hier et d'aujourd'hui, Paris, Aubier-Montaigne, 1970.
- Histoire du travail et des travailleurs, Paris, Flammarion, 1970.
- Les gauches en France, Paris , Payot , 1972
- Étude sur Georges Lefranc : réflexivités, Benoît Kermoal, "G.L. entre Histoire, socialisme et résilience" , juillet 2012.